# محمد الحربي
محمد الحربي (مواليد 2010) هو ممثل سعودي شاب بدأ التمثيل في عمر صغير، واشتهر بدوره في مسلسل شباب البومب. الان عمره 15

## السيرة المهنية
بدأ الحربي التمثيل في الفترة بين 2015 و2016 من خلال مشاركته في مسلسل شباب البومب 5. ومنذ ذلك الحين استمر في الظهور في أجزاء متعددة من المسلسل، وشارك أيضًا في عدة أعمال أخرى مثل سيلفي والعاصوف وشير شات وهايبر لوب وسندس وشارع الأعشى.

## الأعمال
- شباب البومب (الجزء الخامس حتى الآن)
- سيلفي
- العاصوف
- شير شات
- هايبر لوب
- سندس
- شارع الأعشى

## القب
عرف محمد الحربي منذ الصغر حيث انه لقب خليفه ناصر القصبي بعد مشاركته في مسلسل سيلفي